# Liste der Monuments historiques in Bouilly (Aube)
Die Liste der Monuments historiques in Bouilly führt die Monuments historiques in der französischen Gemeinde Bouilly auf.

## Liste der Immobilien
| Bezeichnung       | Beschreibung   | Standort                   | Kennzeichnung | Schutzstatus | Datum | Bild           |
| ----------------- | -------------- | -------------------------- | ------------- | ------------ | ----- | -------------- |
| Kirche St-Laurent | um 1515 erbaut | Place du Champ Pilé (Lage) | PA00078054    | Classé       | 1909  | weitere Bilder |

## Liste der Objekte
| Bezeichnung                      | Beschreibung                                                         | Standort                        | Kennzeichnung | Schutzstatus | Datum | Bild |
| -------------------------------- | -------------------------------------------------------------------- | ------------------------------- | ------------- | ------------ | ----- | ---- |
| Skulptur Heilige Katharina       | Kalkstein, farbig gefasst, zweite Hälfte des 16. Jahrhunderts        | in der Kirche St-Laurent (Lage) | PM10000296    | Classé       | 1913  |      |
| Skulptur Madonna mit Kind (1)    | Kalkstein, farbig gefasst und vergoldet, Anfang des 16. Jahrhunderts | in der Kirche St-Laurent (Lage) | PM10003063    | Classé       | 1913  |      |
| Skulptur Heilige Sabina          | Kalkstein, farbig gefasst, zweite Hälfte des 16. Jahrhunderts        | in der Kirche St-Laurent (Lage) | PM10003064    | Classé       | 1913  |      |
| Skulptur eines heiligen Mönchs   | Kalkstein, farbig gefasst, zweite Hälfte des 16. Jahrhunderts        | in der Kirche St-Laurent (Lage) | PM10003066    | Classé       | 1913  |      |
| Skulptur Heilige Margaretha      | Kalkstein, farbig gefasst, Anfang des 16. Jahrhunderts               | in der Kirche St-Laurent (Lage) | PM10000297    | Classé       | 1913  |      |
| Skulptur Heiliger Vinzenz        | Holz, farbig gefasst, 16. Jahrhundert                                | in der Kirche St-Laurent (Lage) | PM10003062    | Classé       | 1913  |      |
| Skulptur Heiliger Clarus         | Holz, farbig gefasst, 16. Jahrhundert                                | in der Kirche St-Laurent (Lage) | PM10003067    | Classé       | 1913  |      |
| Gemälde Rosenkranzmadonna        | Ölfarbe auf Leinwand, 19. Jahrhundert                                | in der Kirche St-Laurent (Lage) | PM10005224    | Inscrit      | 2019  |      |
| Skulptur Heiliger Laurentius (1) | Kalkstein, farbig gefasst, 16. Jahrhundert                           | in der Kirche St-Laurent (Lage) | PM10000291    | Classé       | 1908  |      |
| Retabel in der Nikolauskapelle   | Holz, 16. Jahrhundert, im 19. Jahrhundert neu arrangiert             | in der Kirche St-Laurent (Lage) | PM10000292    | Classé       | 1908  |      |
| Kruzifix                         | Holz, farbig gefasst, bezeichnet 1622                                | in der Kirche St-Laurent (Lage) | PM10000302    | Classé       | 1957  |      |
| Skulptur Heiliger Sebastian      | Kalkstein, farbig gefasst, vor 1515                                  | in der Kirche St-Laurent (Lage) | PM10000303    | Classé       | 1957  |      |
| Skulptur Anna selbdritt          | Eichenholz, 16. Jahrhundert; verschwunden                            | in der Kirche St-Laurent (Lage) | PM10000293    | Classé       | 1908  |      |
| Skulptur Christus in der Rast    | Kalkstein, farbig gefasst, 16. Jahrhundert                           | in der Kirche St-Laurent (Lage) | PM10000294    | Classé       | 1913  |      |
| Skulptur Heiliger Laurentius (2) | Kalkstein, 16. Jahrhundert                                           | in der Kirche St-Laurent (Lage) | PM10000295    | Classé       | 1913  |      |
| Skulptur Heiliger Markulf        | Kalkstein, farbig gefasst, 16. Jahrhundert                           | in der Kirche St-Laurent (Lage) | PM10000298    | Classé       | 1913  |      |
| Pietà                            | Kalkstein, farbig gefasst, 16. Jahrhundert                           | in der Kirche St-Laurent (Lage) | PM10000301    | Classé       | 1956  |      |
| Hauptaltar                       | Altartisch und Retabel; Kalkstein, bezeichnet 1559                   | in der Kirche St-Laurent (Lage) | PM10000290    | Classé       | 1897  |      |
| Relief Heiliger Hubertus         | Kalkstein, farbig gefasst, erste Hälfte des 16. Jahrhunderts         | in der Kirche St-Laurent (Lage) | PM10000299    | Classé       | 1956  |      |
| Skulptur Madonna mit Kind (2)    | Holz, farbig gefasst, um 1300                                        | in der Kirche St-Laurent (Lage) | PM10000300    | Classé       | 1956  |      |
| Skulptur Heiliger Nikolaus       | Kalkstein, farbig gefasst, 16. Jahrhundert                           | in der Kirche St-Laurent (Lage) | PM10003061    | Classé       | 1913  |      |